# 森田則之
森田則之（英語：Noriyuki Morita，1932年6月28日—2005年11月24日），暱稱派特·森田（Pat Morita）生於美國加州，美國著名影星，為日本移民第二代，以演出《小子難纏》中的空手道大師而聞名。

## 生平
1972年，在電視影集《神探可倫坡》第2季第1集中，飾演音樂指揮家Alex Benedict的管家；1984年，獲得奥斯卡最佳男配角奖提名，但沒有得獎。

## 代表作品
- 《小子難纏》系列
- 電影《中途島》（Midway；1976）- 飾演日軍第一航空艦隊參謀長草鹿龍之介少將

## 海綿寶寶
《海綿寶寶》有一短篇「空手道大王」(Karate Island，第七季第71集B)，為紀念此人而做的節目。